# Tarantasio

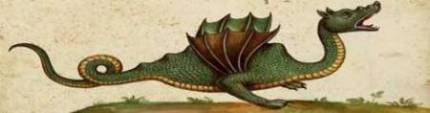
Disegno raffigurante il drago del Lago Gerundo eseguito da Ulisse Aldrovandi.

Tarantasio è il nome di un drago leggendario che terrorizzava gli abitanti dell'antico lago Gerundo (oggi prosciugato), nella zona di Lodi, in Lombardia. Si riteneva che questo animale mitologico divorasse i bambini, distruggesse le imbarcazioni e ammorbasse l'aria con il suo fiato pestilenziale, causando una strana malattia denominata febbre gialla.
A testimonianza della leggenda, il drago ha dato il proprio nome a una frazione di Cassano d'Adda denominata Taranta.

## Leggenda

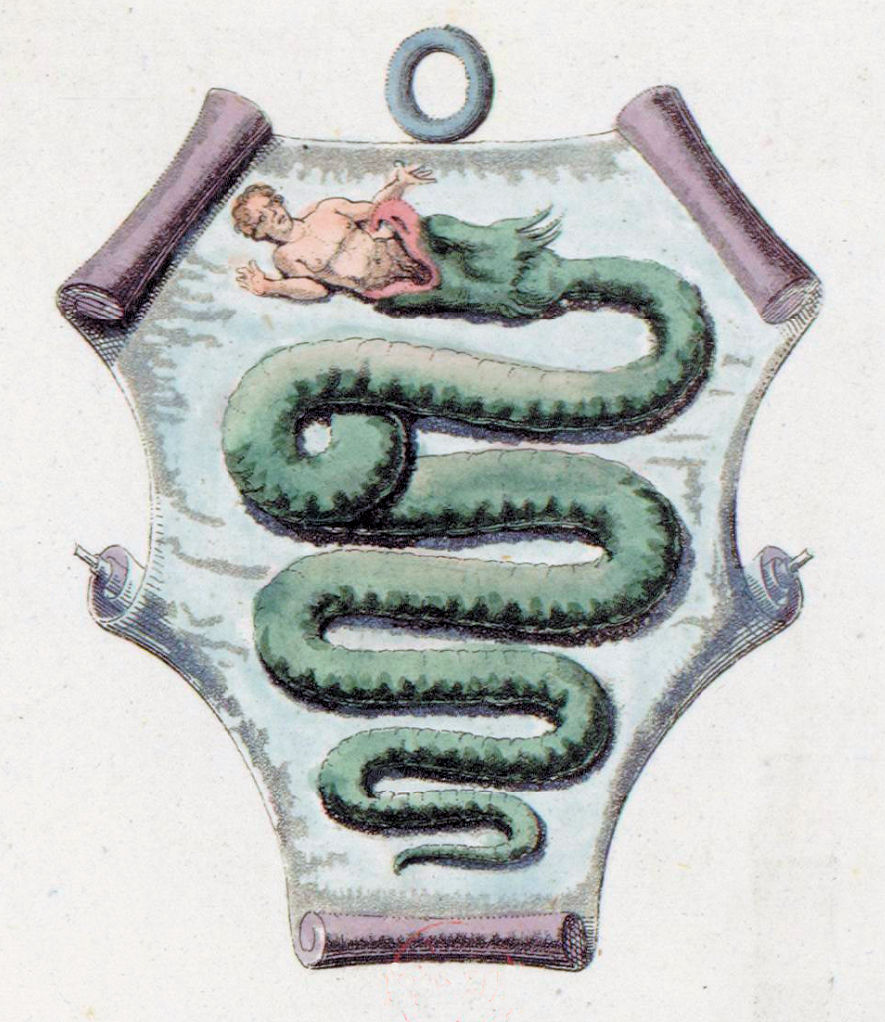
Lo stemma della famiglia Visconti col celebre biscione che, secondo la leggenda, rimanderebbe al drago Tarantasio

Secondo le leggende popolari, il lago Gerundo sarebbe stato abitato da un dragone chiamato Tarànto, più comunemente conosciuto come Tarantasio, il quale si sarebbe nutrito soprattutto di bambini. Sono sorte poi numerose leggende riguardo al drago, tutte accomunate dalla concomitanza tra l'uccisione di Tarànto e il prosciugamento del lago. Una tradizione popolare racconta che il drago sarebbe nato dalle carni putrefatte del condottiero Ezzelino III da Romano, morto proprio in quelle terre. Alcune fonti popolari attribuiscono il prosciugamento e la bonifica del lago a san Cristoforo, che avrebbe sconfitto il drago, o a Federico Barbarossa. La più suggestiva riguarda l'uccisione del drago da parte del capostipite dei Visconti, il quale avrebbe poi adottato come simbolo la creatura sconfitta, ovvero il biscione con il bambino in bocca. In realtà, della leggenda del drago parla già nel 1100 il monaco Sabbio nelle sue memorie sulla città di Lodi:
Del drago riprese la leggenda, pur servendosi di fonti indirette, il poeta lodigiano Filiberto Villani, il quale, nella sua ode Federigo ovvero Lodi riedificata (1650), così scriveva: 

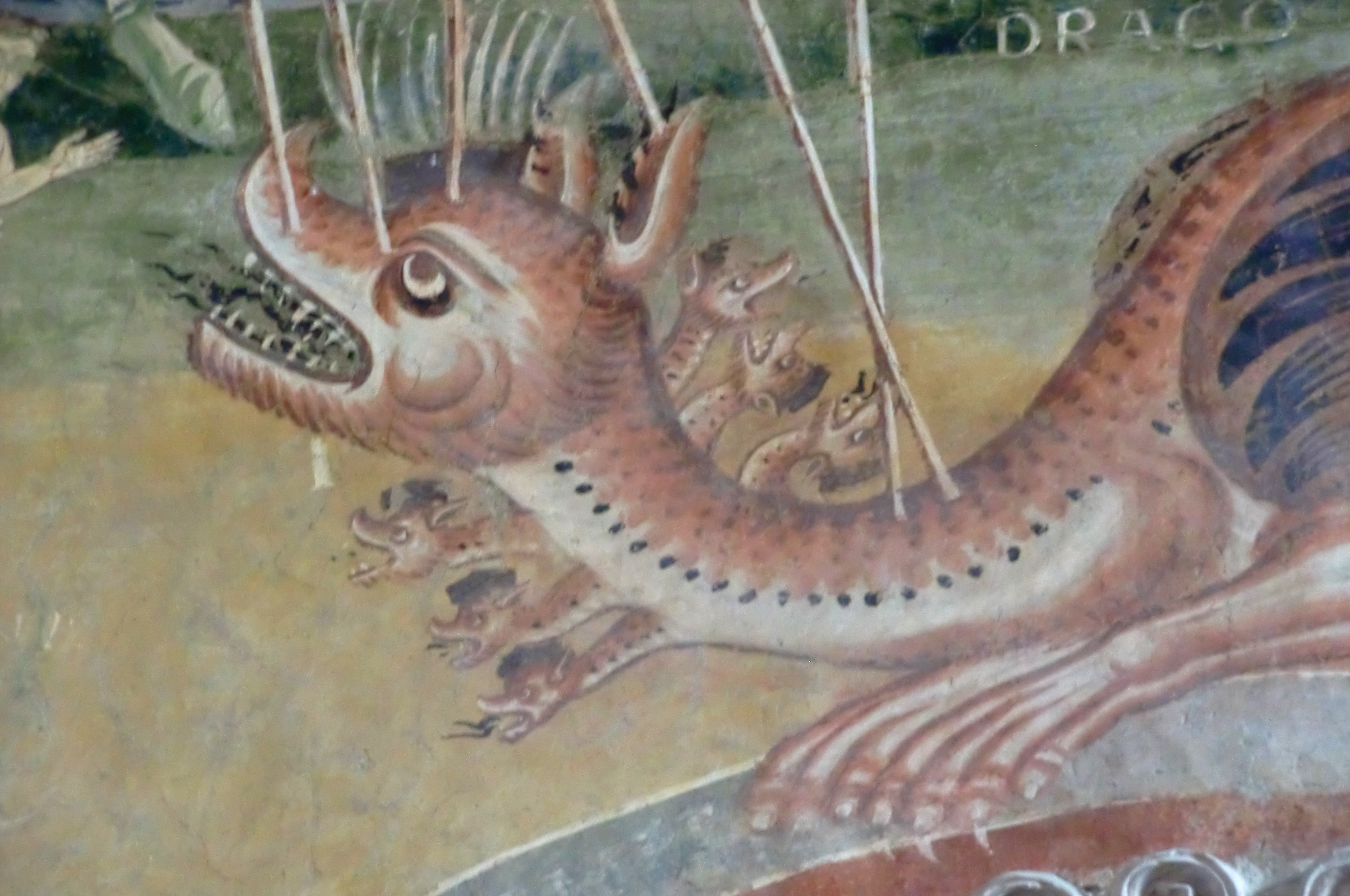
Una probabile raffigurazione del drago Tarantasio nelle sembianze del mostro dell'Apocalisse in un affresco dell'XI secolo dell'Abbazia di San Pietro al Monte di Civate (LC)

Un riferimento esplicito alla leggenda del drago Tarantasio si trova in un affresco del chiostro della chiesa milanese di San Marco, databile al XIII-XIV secolo, dove l'animale mitologico viene raffigurato sullo sfondo del lago. Una raffigurazione del drago, nel contesto del celebre episodio di San Giorgio e il drago, sembrerebbe ravvisabile in un affresco della fine del XIV secolo realizzato dal "maestro del 1388" nella chiesa di San Giorgio in Lemine ad Almenno San Salvatore (BG) dove è conservata una presunta reliquia del mostro. Una delle raffigurazioni più recenti del drago Tarantasio fu realizzata da Ulisse Aldrovandi nel Cinquecento.
La leggenda del drago del lago Gerundo fu fonte di ispirazione per lo scultore Luigi Broggini che prese a modello Tarantasio per ideare l'immagine del cane a sei zampe, marchio simbolo dell'Agip prima e dell'Eni poi.
La leggenda vuole che "la tomba" del drago sia situata sull'isolotto Achilli, visibile alla destra del ponte sull'Adda a Lodi, dal 2016 manutenuto dall'associazione culturale "Num del Burgh". Un tempo lo scheletro intero del drago era conservato presso la chiesa di Sant'Andrea a Lodi, dove rimase probabilmente sino al XVIII secolo. Una supposta costola del drago era conservata presso la chiesa lodigiana di San Cristoforo dove rimase sino all'epoca napoleonica quando, con l'occupazione della chiesa, se ne persero le tracce. Altre costole del drago sono oggi conservate ancora invece presso la chiesa di San Bassiano a Pizzighettone, Cremona (170 cm), presso la chiesa di San Giorgio in Lemine ad Almenno San Salvatore, Bergamo (260 cm) e presso il santuario della Natività della Beata Vergine a Sombreno, frazione del comune di Paladina, in provincia di Bergamo (180 cm). Quest'ultima costola fu studiata in particolare dal naturalista Enrico Caffi nel XIX secolo che la identificò come appartenente ad un mammuth.
L'uccisione di un drago tarantasio (che nell'economia del racconto indica una specie piuttosto che un singolo individuo) rappresenta l'episodio iniziale del romanzo fantasy Donna di spade di Giuseppe Pederiali, pubblicato nel 1991.